# متحف كوينز
متحف كوينز، المعروف سابقًا باسم متحف كوينز للفنون، هو متحف فني ومركز تعليمي يقع في فلشنغ مادوز- كورونا بارك في حي كوينز بمدينة نيويورك بالولايات المتحدة. تأسس المتحف في عام 1972 ومن بين معارضه الدائمة، بانوراما مدينة نيويورك وهو نموذج مصغر بحجم الغرفة للأحياء الخمسة التي تم بناؤها في الأصل لمعرض نيويورك العالمي عام 1964 وتم تحديثها مرارًا وتكرارًا منذ ذلك الحين.

## تاريخ البناء

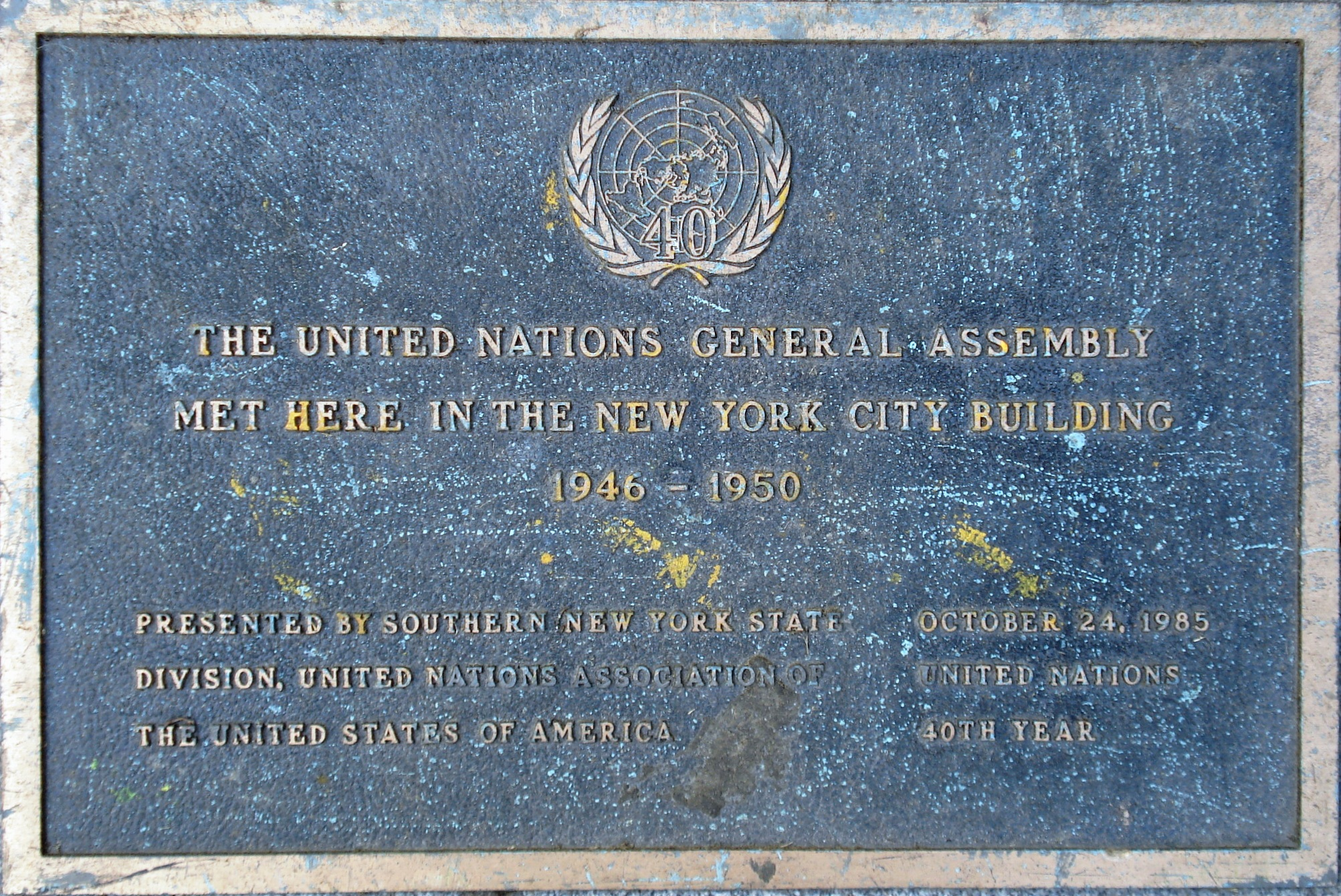
لوحة خارج المتحف تخليداً لذكرى اجتماع الجمعية العامة للأمم المتحدة في الموقع من عام 1946 إلى عام 1950

يقع متحف كوينز في مبنى مدينة نيويورك ، وهو الجناح التاريخي الذي صممه المهندس المعماري أيمار إمبري الثاني للمعرض العالمي لعام 1939. من عام 1946 إلى عام 1950، كان الجناح المقر المؤقت للجمعية العامة للأمم المتحدة، وكان موقعًا للعديد من اللحظات الحاسمة في السنوات الأولى للأمم المتحدة، بما في ذلك إنشاء اليونيسف وتقسيم كوريا.
في عام 1972، مع تعديلات طفيفة، تم تحويل الجانب الشمالي من مبنى مدينة نيويورك إلى مركز كوينز للفنون والثقافة، والذي أعيد تسميته لاحقًا باسم متحف كوينز للفنون. في عام 1994، خضع المبنى لعملية تجديد أخرى، حيث قام المهندس المعماري رافائيل فينولي بإعادة تشكيل الهيكل إلى صالات عرض وفصول دراسية ومكاتب. لسنوات عديدة، كان نصف المبنى عبارة عن حلبة للتزلج على الجليد

## المجموعات والمعارض

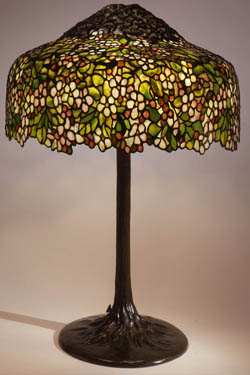
مصباح من مجموعة زجاج تيفاني

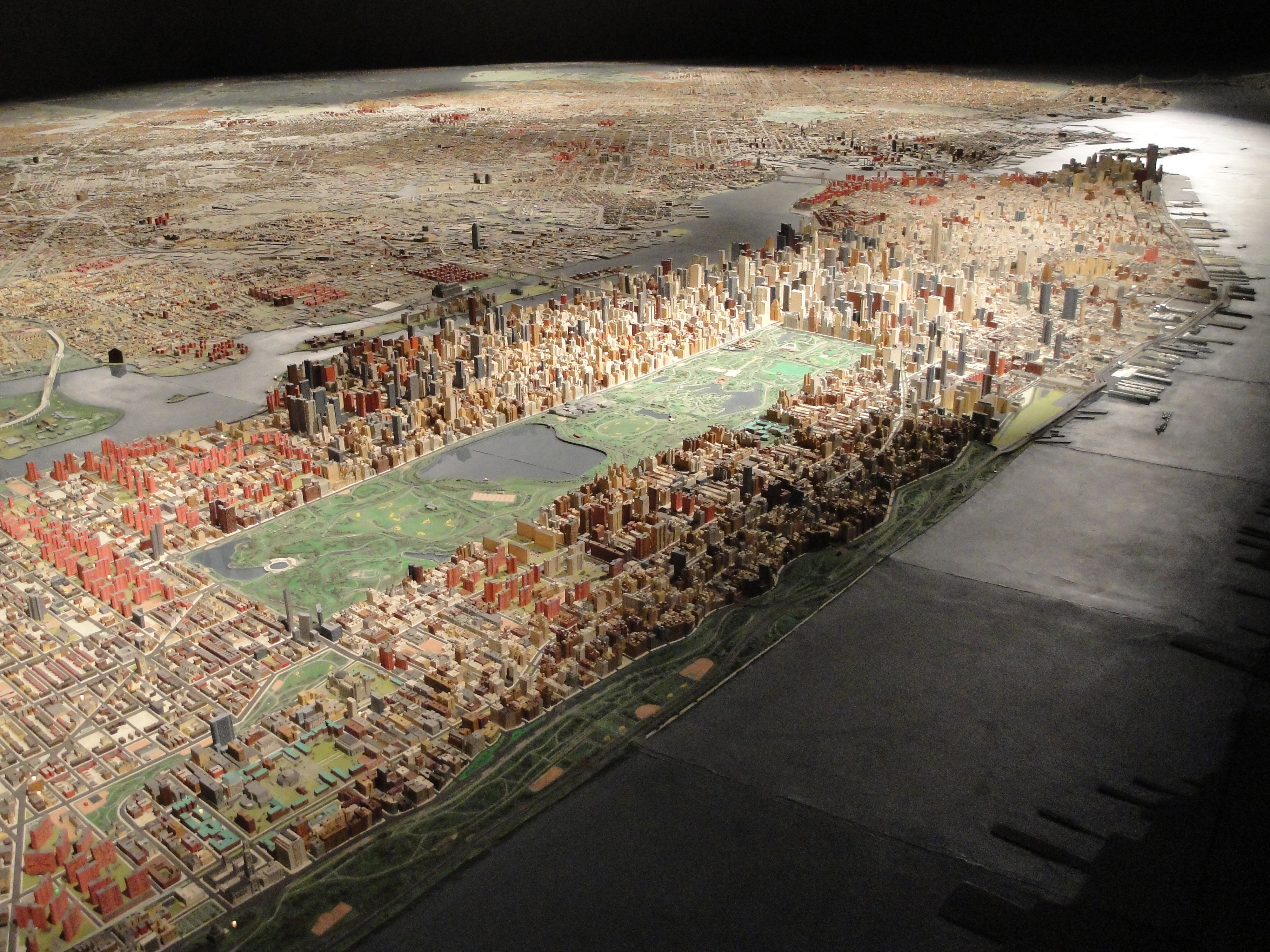
تم تحديث بانوراما مدينة نيويورك بشكل متكرر ، كما ظهرت في عام 2011

## وصلات خارجية
- الموقع الرسمي